# Klaus Henle
Klaus Henle (* 5. Januar 1955) ist ein deutscher Ökologe und Leiter des Department Naturschutzforschung des Helmholtz-Zentrum für Umweltforschung – UFZ in Leipzig.

## Leben
Henle studierte Biologie an der Universität Stuttgart Hohenheim und promovierte an der Australian National University Canberra zum Thema Population ecology and life history of a lizard community in arid Australia. Seine Habilitation an der Universität Mainz erfolgte zum Thema Tierökologische Grundlagen der Naturschutzforschung.

## Forschung & Lehre
Henle leitet das Departement Naturschutzforschung am UFZ. Er und seine Mitarbeiter arbeiten zu Themen, wie der Populationsbiologie von Wirbeltieren. Ein wichtiger Aspekt der Naturschutzbiologie und Henles Forschungsinteresse ist die Fragmentierung von Lebensräumen. Er beschäftigt sich mit Tiergruppen der Herpetologie. Methodisch befasst er sich mit der Skalierung in der Biodiversitätsforschung und der Frage wie die Übersetzung wissenschaftlicher Kenntnisse für die Praxis gelingt.
In der Vergangenheit arbeitet er synökologischen Zusammenhängen auf Überflutungsflächen der Elbe.
Er betreut eine Reihe von Projekten seines Departements mit, u. a. laufen Forschungsprojekte zum
- Schutz der Biodiversität über administrative Ebenen sowie räumliche, zeitliche und ökologische Skalen hinweg (Securing the Conservation of Biodiversity across Administrative Levels and spatial, temporal, and Ecological Scales)
- einem Entwicklungsplan für ein integriertes System zur Beobachtung der Biodiversität in Raum und Zeit (European Biodiversity Observation Network).
- Risiko-Erfassung und Abschätzung der Chytridiomycose für Europäische Amphibien (Risk Assessment of Chytridiomycosis to European amphibian biodiversity)

An der Universität Leipzig wirkt er an einem Bachelor Wahlpflicht-Modul Umwelt- und Naturschutz für Biologen und verwandte Disziplinen mit.

## Publikationen (Auswahl)
Populationsbiologie
- Gruber, B. & Henle, K. (2008): To stay or to go? The effect of movement on survival in a structured population of the arboreal gecko Gehyra variegata. Oecologia 154: 679-690.

Synökologie
- Gerich, M., A. SCHANOWSKI, W. FIGURA, B. GERKEN, K. Henle & F. DZIOCK (2006): The use of carabid beetles (Coleoptera, Carabidae) as indicators of hydrological site conditions in floodplain grasslands. – In DZIOCK, F., F. FOECKLER, M. SCHOLZ, S. STAB & K. Henle (eds.): Indicator Systems in Floodplains - Results from the RIVA Project. — Int. Rev. Hydrobiol. 91(4): 326-340.

Theoretische Ansätze
- Henle, K. & M. MÜHLENBERG (1996): Area requirements and isolation. Conservation concepts and application in Central Europe, S. 111–122 in SETTELE, J., C.R. MARGULES, P. POSCHLOD & K. Henle: Species Survival in Fragmented Landscapes. - Kluwer, Dordrecht.

Naturschutzbiologie und Umweltschutz
- Henle, K., Alard, D., CLITHEROW, J., COBB, P., FIRBANK, L., KULL, T., MCCRACKEN, D., MORITZ, R.F.A., NIEMELÄ, J., REBANE, M., WASCHER, D., WATT, A. & J. YOUNG (2008): Identifying and managing the conflicts between agriculture and biodiversity conservation in Europe – A review. Agriculture Ecosystems & Environment 124: 60-71.
- LENGYEL, S., KOBLER, A., KUTNAR, L., FRAMSTAD, E., HENRY, P.-Y., BABIJ, V., GRUBER, B., SCHMELLER, D. & K. Henle (2008): A review and a framework for the integration of biodiversity monitoring at the habitat level. Biodivers Conserv. (DOI:10.1007/s10531-008-9359-7)
- Henle, K., K.F. DAVIES, M. KLEYER, C. MARGULES & J. SETTELE (2003): Predictors of species sensitivity to fragmentation. — In: Henle, K., D.B. LINDENMAYER, C.R. MARGULES, D.A. SAUNDERS & C. WISSEL (eds.): Species Survival in Fragmented Landscapes: Where to from now? — Special Issue Biodiversity and Conservation 13: 207-251.

Systematik und Taxonomie
- Denzer, W., K. Henle, M. GAULKE, J. MARGRAF & P.P. MILAN (1999): Annotated checklist of the reptiles and amphibians of Leyte, Philippines with notes on their ecology and conservation. - Ann. Trop. Res. 16(4): 44-70.

Faunistik und Zoologie
- KLOTZ, S. K. Henle & R. FELDMANN (1997): Vegetation und Fauna. - S. 21–26 in FELDMANN, R., K. Henle, H. AUGE, J. FLACHOWSKY, S. KLOTZ & R. KRöNERT: Regeneration und nachhaltige Landnutzung. Konzepte für belastete Regionen. - Springer, Berlin.

Diverses
- Hitz, R. & Henle, K. (2004): A guide to the literature on the genera Tiliqua and Cyclodomorphus. — S. 255–273 in R. Hitz, G. Shea, A. Hauschild, K. Henle & H. Werning (2004): Blue-tongued Skinks. Contributions to the Knowledge of Tiliqua and Cyclodomorphus. — Matthias Schmidt Publications, Münster.
- Klaus Henle, K. & C. Bender (2001): Zur Entstehung und Durchführung des Projektes „Möglichkeiten und Grenzen alternativer, tierschutzgerechter Individualerkennungsmethoden bei Reptilien für den Vollzug der Artenschutzverordnung“. ð S. 254–259 in RIECK, W., G. HALLMANN & W. BISCHOFF (Hrsg.): Die Geschichte der Herpetologie und Terrarienkunde im deutschsprachigen Raum. - Mertensiella 12.
- Hitz, R. & K. Henle (2000): Biologie von Tiliqua rugosa aspera (GRAY, 1845). - S. 68–82 in HAUSCHILD, A., K. Henle, R. HITZ, G. SHEA & H. WERNING (Hrsg.): Blauzungenskinke. Beiträge zu Tiliqua und Cyclodomorphus. - Natur und Tier Verlag, Münster.
- Henle (1983): Bemerkenswerte Beinregenerationen bei Eidechsen (Sauria: Lacertidae). - Salamandra 19:94-95.